# Bartsia sericea
Bartsia sericea är en snyltrotsväxtart som beskrevs av U. Molau. Bartsia sericea ingår i släktet svarthösläktet, och familjen snyltrotsväxter. Inga underarter finns listade i Catalogue of Life.